# Asplenium filiceps
Asplenium filiceps är en svartbräkenväxtart som beskrevs av Edwin Bingham Copeland. Asplenium filiceps ingår i släktet Asplenium och familjen Aspleniaceae. Inga underarter finns listade.